# 自行分配學位 (中學)
自行分配學位（英語：Discretionary Places，簡稱DP）是香港中學學位分配辦法兩種其中之一種的學位分配方法，另外一種是「統一派位」。
透過本方法分配學位，可自由在香港十八區中自行選擇兩所中學，並填寫於教育局於每年12月中向小六學生派發的申請表（俗稱「四聯」）及申請中學的申請表。自行分配學位的學額設有上限，官立中學及津貼中學都可預留百分之三十的中一學額用於自行分配學位，餘下的學位及未能用盡的自行分配學額都會劃入統一派位。
2020年起，如果子女已於自行分配學位中獲取錄（4月會收到該中學通知），而家長亦接受入讀該校，便不需要參加統一派位的程序。

## 自行分配學位申請表
在每年的12月中期，教育局會派發自行分配學位申請表（俗稱「三色四聯表」），所謂「三色四聯表」，是因為申請表共有8份存根和3種顏色（藍色、綠色、紅色），用以在一月初自行分配學位開始接受報名時到參加中學學位分配辦法（SSPA）申請不多於兩間的中學；兩張申請表內容相同，唯申請表編號以及選校次序不同。
教育局的申請表包括以下四聯：
- 教育局存根（於申請期後中學將會將申請表呈上教育局，教育局將根據申請表上的獨有編號，得知是第一選擇或是第二選擇）
- 學校存根（由中學保存）
- 家長存根（將於中學蓋上校印後發回）
- 選校次序存根（印有選校次序，無需交給中學）

家長需於四聯的「申請學校名稱」填上打算申請的中學名稱，申請表一經繳交，不得更改、收回。
此外，家長可選擇不參與自行分配學位。

### 中學需要報告予教育局的資料
中學在收到學生申請表後，會將學生的申請分為3個類別：正取、備取和不獲接受。
- 「正取」的意思為中學同意自行分配學位之申請。如果學生申請了兩間中學，兩間中學都將學生列為「正取」，則學生會派獲第一選擇的學校。
- 「備取」的意思為中學如有自行分配學位的空缺，由「備取」名單內的學生依次遞補。
- 「不獲接受」即是中學拒絕自行分配學位的申請。如果兩間中學都拒絕提供學位，申請者將會進入統一派位程序分配中學學位。

### 注意事項

#### 賽馬會體藝中學
賽馬會體藝中學是香港唯一可以100%自行分配學位的津貼中學，而且收生不受區網限制，全港校網的學生都可以申請報讀。而且體藝中學在自行分配學位階段中獲優先收正取生，即是說學生若獲體藝中學正式取錄，便不會獲派其餘兩所自行分配階段中學。申請賽馬會體藝中學無需使用自行分配學位申請表，而是只需要使用賽馬會體藝中學的中一入學申請表。

## 申請時間
每年繳交申請表的時間約在1月份，視情況而定，由教育局公佈。

## 申請步驟
當教育局派發了申請表的時候，家長只需填寫打算申請的中學名稱，連同中學派發的申請表及中學所要求繳交的文件，交往中學，中學將於蓋校印後發還申請表的家長存根。

## 結果公佈
在2020年之前，即使學生在自行分配學位階段已獲取錄，亦不會在7月前獲得通知，而且亦要參與統一派位。自行分配學位的結果會在7月和統一派位階段結果一起公布。如果獲派中學是學生在自行分配學位階段和統一派位階段都有選擇，學生是不會知道派獲該中學是基於自行分配學位還是統一派位。
2020年開始（即2020年9月入讀中一），參加中學學位分配辦法中學可提早通知正取學生。中學會在三月尾至四月初，透通書面及電話，通知所有正取學生家長其子女已獲學校納入其自行分配學位正取學生名單。如學生向兩所參加派位中學申請自行分配學位，並同時獲錄取，其家長會分別獲該兩所參加派位中學通知其子女獲甄選為正取學生，有關學生會按分配辦法機制獲派首選的中學。獲通知的學生，遞交統一派位的《選校表格》時，毋須填寫學校選擇，即不需要參加統一派位的程序。
如果中學沒有通知申請人，代表申請人被列入“備取”或“不獲錄取”。被列入“備取”的申請人不會知道是否被中學錄取成為備取生，直至七月連同統一派位一併公佈結果。

## 外部連結
- 教育局 - 中學學位分配辦法內容 （页面存档备份，存于）